# PAQR5
PAQR5‏ (Progestin and adipoQ receptor family member 5) هوَ بروتين يُشَفر بواسطة جين PAQR5 في الإنسان.